# مجزرة الدويلية
مجزرة الدويلية مجزرة وقعت في ديالى 17 يوليو 2007 نفذها مسلحون ينتمون إلى تنظيم القاعدة قتل فيها 46 شخصاً و أصيب 4 وقبض على منفذي المجزرة في يناير من العام 2008.

## تفاصيل
هاجم مسلحون ويستقلون سيارات مدنية هاجموا قرية دويلية وقتلوا 46 شخصا وجرحوا أربعة آخرين. واجتاح آلاف الجنود الأميركيين والعراقيين بعقوبة لطرد بضعة مئات من مقاتلي القاعدة الذين حولوا المدينة إلى معقل لهم.لكن القادة العسكريين الأميركيين قالوا إن عددا كبيرا من كبار قادة القاعدة فروا من المدينة قبل إطباقهم عليها.لكن الضابط نفى أن يكون قد شاهد جثث القتلى وما إذا كان بالإمكان العثور عليها، غير أن ضابطا آخر فضل عدم الكشف عن هويته قال إن الهجوم على القرية دام ساعة وإن هنالك عشر جثث مشوهة على الأقل. و في يوم 16 يناير 2008 داهمت قوات عراقية قرى عديدة في ديالى و قبضوا على 53 أرهابي بينهم منفذي هذه المجزرة.